# Orió (mitologia)
Orió (en grec antic: Ὠρίων ó Ωαρίων) era un gegant de la mitologia grega.
Les fonts clàssiques recullen diverses versions diferents sobre ell. Hi ha dues versions principals sobre el seu naixement i d'altres quant a la mort. Els episodis més importants de la seva vida són el seu naixement a Beòcia, la visita que va fer a l'illa de Quios on trobà Mèrope i fou cegat pel seu pare Enopió, la recuperació de la vista a l'illa de Lemnos, la cacera amb Àrtemis a Creta i la seva mort per una fletxa llançada per Àrtemis o per un escorpí gegant i la seva elevació als cels per Àrtemis, o per Zeus: la constel·lació d'Orió.
A la literatura grega apareix com un gran caçador a L'Odissea, d'Homer, on Odisseu veu la seva ombra a l'inframon. La llegenda bàsica d'Orió és narrada per recopilacions de mites hel·lenístics i romans, però no hi ha una versió literària de les seves aventures comparable, per exemple, a la de Jàson a les Argonàutiques d'Apol·loni de Rodes o la Medea d'Eurípides. Al poema Fastos, d'Ovidi, al mes de maig, se cita el naixement d'Orió. Els fragments llegendaris supervivents han proporcionat un camp adobat per a la imaginació sobre la prehistòria i mitologia gregues.
Orió ha jugat diversos papers en la cultura de l'antiga Grècia. La història de les aventures d'Orió el caçador és una de les quals han quedat més proves: és la personificació de la constel·lació homònima, fou venerat com a heroi, en el sentit grec, a la regió de Beòcia, i hi ha un passatge etiològic que diu que Orió fou el responsable de l'aspecte actual dels estrets de Sicília.

## Literatura

### Homer i Hesíode
Orió és mencionat en les més antigues obres supervivents de la literatura grega, que daten dels segles VII i VIII aC. A la Ilíada d'Homer, Orió hi és descrit com una constel·lació, i l'estel Sírius com el seu gos. A L'Odissea, Odisseu el veu caçant a l'inframon amb una llança de bronze. (Una altra versió parla d'un garrot de bronze). També es menciona com una constel·lació, com l'amant d'Eos, la deessa de l'alba, assassinat per Àrtemis i fins i tot com el més formós dels mortals. A Els treballs i els dies, d'Hesíode, Orió és també una constel·lació els moviments de la qual són emprats per datar les feines agrícoles.

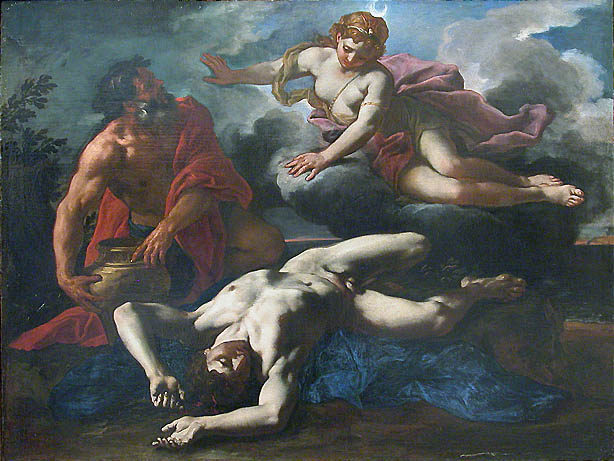
Pintura de Daniel Seiter de Diana sobre el cos d'Orió abans de la pujada als cels (1685).

La llegenda d'Orió fou íntegrament narrada en una obra perduda d'Hesíode, probablement l'Astronomia. Aquesta versió és coneguda a través de l'obra sobre constel·lacions d'un autor hel·lenístic, qui donà un llarg resum sobre l'escrit d'Hesíode sobre Orió.
D'acord amb aquesta versió, Orió era el fill de Posidó i Euríale, filla de Minos, rei de Creta. Orió tenia el don de caminar sobre les aigües, concedit per son pare, Posidó. Tenia una bellesa i una força prodigioses. Es va casar amb Side, tan bella i tant orgullosa de la seva figura, que va voler competir amb Hera, cosa que va fer que la deessa decidís precipitar-la al Tàrtar. Privat de la seva dona, anà fins a l'illa de Quios, potser cridat per Enopió, que li va demanar que el deslliurés de les feres que infestaven l'illa. Allà s'emborratxà i atacà Mèrope, la filla d'Enopió. Com a venjança, Enopió cegà Orió mentre dormia a la vora del mar i el n'expulsà. Es dirigí a Lemnos, on Hefest tenia sa forja. El déu digué a Cedalió que el guiés a l'extrem orient, on Hèlios el curaria. Orió portà a les espatlles Cedalió mentre el guiava. Tornà a Quios per castigar Enopió, però ell s'havia amagat sota terra, en una cambra subterrània construïda per Hefest, i escapà de la ira del gegant. Més endavant, Orió passà a Creta, on caçà amb Àrtemis i la seva mare Leto. Durant el curs de la cacera, es jactà que podia matar tots els animals i bèsties de la Terra. Gea s'alarmà i envià un escorpí gegantí per matar-lo. L'escorpí aconseguí fer-lo caure i després de matar-lo les deesses sol·licitaren a Zeus que el posés entre les constel·lacions dels cels. Zeus va complaure la demanda i en memòria de la mort de l'heroi afegí també als cels la constel·lació d'Escorpió.

### Altres fonts

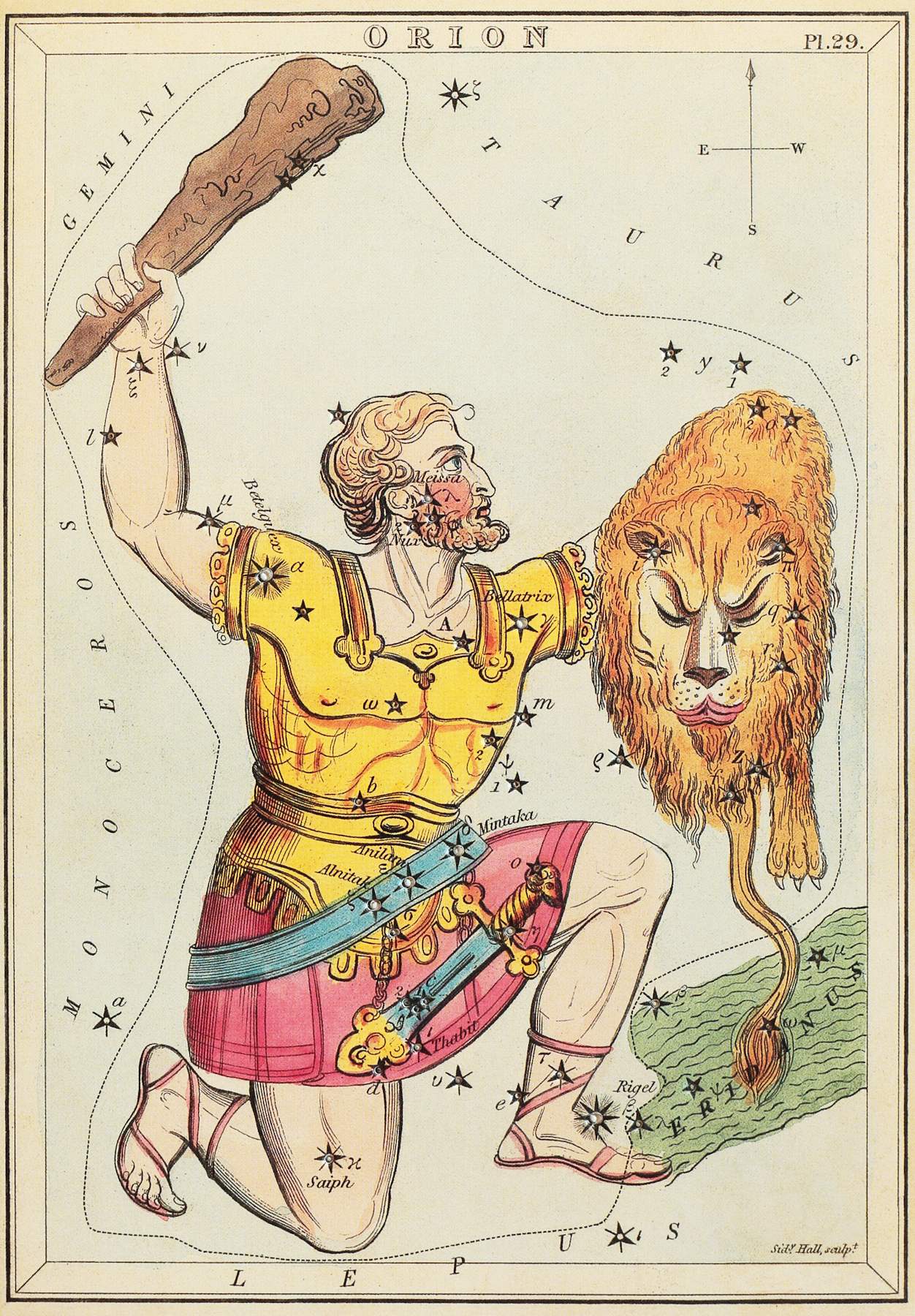
Astronomy. A familiar Treatise on, explaining the general Phenomena of the Celestial Bodies ; with numerous graphic illustrations. Autor Jehoshaphat Aspin. Londres 1825. La làmina 29 del tractat representa Orió damunt de la constel·lació. Vegeu l'espasa, el cinturó, la maça i una pell de lleó.

Tot i que Orió protagonitza uns quants versos en ambdós poemes homèrics i en Els treballs i els dies, la majoria de les històries sobre ell apareixen en al·lusions fortuïtes i dins escrits força obscurs i més tardans. Cap poeta gran va estandarditzar la llegenda.
 Les fonts antigues de la llegenda d'Orió són majoritàriament notes en els marges de poetes antics (escolis) o recopilacions fetes per erudits més tardans, que són l'equivalent de les obres de referència modernes o les enciclopèdies. Tant és així que la llegenda que apareix a Astronomia d'Hesíode sobreviu només dins d'una d'aquestes recopilacions. En diversos casos, incloent-hi el resum de l'Astronomia, tot i que les obres supervivents porten el nom d'erudits famosos, com ara la Biblioteca d'Apol·lodor, Eratòstenes, o Gai Juli Higí, allò que sobreviu és o bé una antiga falsificació o una abreviació de la recopilació original per un escriptor més tardà de dubtosa competència; els editors d'aquests textos suggereixen que poden haver-hi posat els noms de grans erudits perquè eren abreviacions, o fins i tot notes d'alumnes, basats en les obres dels erudits.
Al marge de la còpia de la Ilíada de l'Emperadriu Eudòxia, hi ha una nota ressenyant un poeta hel·lenístic que conta una història diferent del naixement d'Orió. Aquí els déus Zeus, Hermes, i Posidó visiten Hirieu de Tanagra, qui rosteix un brau sencer per a ells. Quan li ofereixen un favor, demana tindre fills. Els déus agafen la pell del brau, orinen en ella i l'enterren, llavors li diuen que ho desenterri deu mesos més tard. Quan Hirieu ho fa, troba Orió; açò explica per què Orió és nascut de la terra.
Una segona versió sencera (fins i tot més curta que el resum d'Hesíode) es troba en una col·lecció de mites d'era romana; el conte d'Orió està basat en gran part en l'obra del mitòleg i poeta Ferècides d'Atenes. Aquí Orió és descrit com nascut de la terra i enorme en estatura. Aquesta versió també esmenta Posidó i Euríale com els seus pares. Afegeix un primer matrimoni amb Side abans del seu matrimoni amb Merope. Tot el que es diu sobre Side és que Hera la va llançar a l'Hades per haver rivalitzat amb ella en bellesa. També dona una versió diferent de la mort d'Orió que la que hi ha en la Ilíada: Eos, l'aurora, va enamorar-se d'Orió i el va portar a Delos, on Artemis el va matar.
Una altra narració sobre les constel·lacions, de tres paràgrafs de llarg, ve d'un escriptor llatí les notes breus del qual han arribat a nosaltres sota el nom d'Higí. Comença amb la història del naixement d'Orió d'una pell de boví, que aquesta font adscriu a Cal·límac i Aristòmac, i la ubica a Tebes o Chios. Higí té dues versions. Dins d'una d'elles omet Posidó; un crític modern suggereix que aquesta és la versió original.
La mateixa font conté dos relats diferents de la mort d'Orió. El primer diu que a causa que "la vida va unir-lo en una tan gran amistat" amb Enopió, va presumir davant Àrtemis i Leto que podia matar qualsevol cosa que vingués de la Terra. Gaia (La personificació de la Terra en la mitologia grega) objectà creant l'Escorpí. En la segona història, Apol·lo, que estava gelós de l'amor d'Orió per Àrtemis, ordenà a aquesta que el matés. Veient Orió nadant en l'oceà, molt endins, Apol·lo va comentar a Àrtemis que possiblement no podria encertar aquella cosa negra que hi havia en l'aigua. Sentint-se desafiada, ella envià una fletxa precisa que va matar Orió; quan el seu cos arribà a la costa, va plorar copiosament, i decidí donar a Orió un lloc entre les estrelles. Connectà Orió amb diverses constel·lacions, no només amb Escorpió. Orió va empaitar Plèione, la mare de les Plèiades, per set anys, fins que Zeus intervingué i els pujà a tot ells a les estrelles. En Els treballs i els dies, Orió empaitava les mateixes Plèiades. Ca Menor i Ca Major són els seus gossos, el de davant s'anomena Proció. Persegueixen Lepus, la llebre, tot i que Higí diu que alguns crítics pensaren que aquesta era una presa massa baixa per al noble Orió i el posaren empaitant Taure, el brau, en comptes d'això. Un mitògraf del Renaixement, Natalis Comes, afegeix altres noms als gossos d'Orió: Leucomelaena, Mera, Dromis, Cisseta, Lampuris, Lycoctonus, Ptoophagus, Arctophonus.